# Paul Turck
Paul Turck (ur. 10 marca 1893 w Lüdenscheid, zm. 20 września 1926 w Hangelar) – as lotnictwa niemieckiego Luftstreitkräfte z 10 zwycięstwami w I wojnie światowej.
Służył w Jagdstaffel 66 od końca stycznia 1918 roku, w jednostce odniósł swoje pierwsze zwycięstwo 21 kwietnia nad samolotem Spad. 1 lipca 1918 roku odniósł swoje 5 zwycięstwo, a 21 tego miesiąca został przeniesiony do Jagdstaffel 21, w której w ciągu 10 dni zestrzelił kolejne 5 samolotów wroga. Paul Turck pełnił także przez okres 2 tygodni obowiązki tymczasowego dowódcy Jagdstaffel 66. Przed końcem wojny powrócił do Jagdstaffel 21, gdzie służył do jej zakończenia. 